# Yogi Bear
Yogi Bear, conhecido como Zé Colmeia no Brasil e em Portugal, é um personagem de desenho animado. Um urso antropomórfico (animal com características humanas), que estrelou várias séries animadas criada por William Hanna e Joseph Barbera, foi criado em 1958 como um personagem secundário, num dos segmentos do programa de desenho animado The Huckleberry Hound Show (Dom Pixote). O programa todo tinha meia hora de duração e era composto de três desenhos animados: Dom Pixote, Plic e Ploc e Zé Colmeia, cada um deles com seis minutos e meio. Zé Colmeia fez tanto sucesso que ganhou sua própria série em 1961 acompanhado de mais dois desenhos, Snagglepuss (Leão da Montanha) e Yakky Doodle (O Patinho Duque).

## Inspiração
Yogi Berra, um famoso jogador de beisebol nas décadas de 1950 e 1960, cunhou frases que se tornaram expressões conhecidíssimas em língua inglesa e por este motivo, acredita-se que os estúdios Hanna-Barbera inspiraram-se no atleta para criar o personagem Yogi Bear. Após um processo de difamação, os estúdios alegaram mera coincidência, porém, fontes ligadas a empresa de animação afirmam que Zé Colmeia foi, sim, inspirado em Berra.

## História
Como a maioria dos personagens criados por Hanna-Barbera, a peculiaridade e personalidade de Zé Colmeia foram baseadas em alguma celebridade popular daquela época. Muitos autores apontam como sendo a fonte inspiradora de Zé Colmeia, Ed Norton (Art Carney), personagem da série de televisão "The Honeymooners" e o seu nome Yogi (nome original de Zé Colmeia) foi baseado no astro famoso do beisebol Yogi Berra. Outros autores no entanto, afirmam que Hanna e Barbera se inspiram num urso tranqüilo que existia no parque Yellowstone, morava numa caverna e que adorava fazer visitas furtivas nas cestas dos turistas.
Na maioria dos episódios de Zé Colmeia, ele aparece no Parque Jellystone, que é uma imitação caricaturizada do famoso Parque Nacional de Yellowstone, nos Estados Unidos. Zé é sempre acompanhado do seu melhor amigo Catatau (Boo-Boo), tentando ou arquitetando uma forma de roubar as cestas de piquenique dos visitantes distraídos do parque.
Geralmente Zé Colmeia também se define como "mais esperto do que a maioria dos ursos". Ele é bastante alegre, usa um chapéu e não pensa em outra coisa que não seja transgredir as severas regras do parque. Em alguma ocasiões, a noiva de Zé Colmeia chamada Cindy aparece desaprovando esse tipo de práticas normalmente cometidas pelos ursos. Existe também o guarda florestal Ranger Smith ou Guarda Smith que conhece bem as artimanhas de Zé Colmeia e impede a todo custo as espertezas dele e de Catatau.
A relação de Zé Colmeia com Catatau ultrapassa fronteiras e pode ser comparada com a relação de Dom Quixote e Sancho Pança. Eles são bons amigos, aventureiros e curiosos, além disso compartilham a mesma característica de ter um líder e um seguidor. Catatau também era um urso, só que bem menorzinho e de raciocínio bem lerdo. Ao contrário de Zé Colmeia, Catatau não gosta de transgredir as regras do parque, mas devido a sua ingenuidade acaba sempre caindo na conversa do Zé Colmeia.
As transmissões dos episódios de Zé Colmeia podem ser vistas atualmente (2007) pelo canal de televisão a cabo Boomerang, nos Estados Unidos. Os direitos de transmissão e sua marca registrada da série, assim como do personagem a princípio pertenciam a Hanna-Barbera. Atualmente, a Warner Bros. Animation é quem possuiu todos os direitos sobre o personagem, depois que a Hanna-Barbera Productions foi absorvida e extinta pela Warner Bros. Animation após a morte do co-fundador do estúdio William Hanna em 22 de março de 2001. No Brasil este personagem é exibido desde os anos 60 por diversas emissoras, fazendo um sucesso até os dias de hoje.

## Mídia

### Séries de televisão
- The Huckleberry Hound Show - 1958
  - Yogi Bear's Big Break - primeiro curta-metragem do personagem.
- The Yogi Bear Show - 1961
- A Turma do Zé Colmeia - 1973
- Ho-Ho-Límpicos - 1977
- A Corrida Espacial do Zé Colmeia - 1978
- Os Trapalhões Espaciais - 1978
- Yogi's Treasure Hunt - 1985
- The New Yogi Bear Show - 1988
- Wake, Rattle, and Roll (Fender Bender 500) - 1990
- A Turminha do Zé Colmeia - 1991
- Plantão Médico - 1994
- Jellystone - 2021

### Filmes e especiais
- Oi Galera, Sou o Zé Colmeia! - primeiro longa-metragem do personagem, de 1964.
- A Arca do Zé Colmeia - 1972
- O Primeiro Natal do Gasparzinho - 1979
- O Primeiro Natal do Zé Colmeia - 1980
- Yogi Bear's All Star Comedy Christmas Caper - 1982
- Fuga Espetacular de Zé Colmeia - longa-metragem de 1987, parte da série “Hanna-Barbera Superstar 10”
- Yogi Bear and the Magical Flight of the Spruce Goose - longa-metragem de 1987, parte da série “Hanna-Barbera Superstar 10”
- Zé Colmeia e a Invasão dos Ursos Espaciais - longa-metragem de 1988, parte da série “Hanna-Barbera Superstar 10”
- The Good, the Bad, and Huckleberry Hound - longa-metragem de 1988, parte da série “Hanna-Barbera Superstar 10”
- Zé Colmeia, O Urso da Páscoa - 1994
- Scooby-Doo! em Uma Noite das Arábias - 1994
- Zé Colmeia, o Filme - filme live-action de 2010

### Álbum
Yogi Bear and the Three Stooges Meet the Mad, Mad, Mad Dr. No-No: em 1966, surge um álbum de comédia, lançado pela Hanna-Barbera Records. O disco apresentava os Three Stooges (Os Três Patetas) como ineptos guardas florestais para resgatar o Zé Colmeia, depois dele ser raptado pelo satânico Dr No-No. Curiosamente este também foi o último disco gravado pelos Three Stooges.

### Spumco
Em 24 de setembro de 1999, o cartunista canadense John Kricfalusi e seu estúdio Spümcø, produziu duas curta-metragens da series de desenho Zé Colmeia: Um Dia na Vida do Guarda Smith (O guarda florestal-chefe do Parque Jellystone que sempre vivia impedindo o Zé Colmeia de roubar as cestas de pique-nique dos turistas desavisados do parque impõe regras para lá de absurdas na natureza) e Catatau, o Urso Selvagem (Catatau fica enjoado de seguir as normas do Parque Jellystone, e passa a agir de forma animalesca, o que acaba levando Zé Colmeia ao desespero). Um terceiro curta, Boo Boo and the Man, foi produzido em 2002.

## História em quadrinhos
Ao longo dos anos, várias editoras lançaram as Histórias sobre Zé Colmeia.
- Gold Key Comics (1962-1970)
- Charlton Comics (1970–1977)
- Marvel Comics (1977)
- Harvey Comics (1992–1994)
- Archie Comics
- DC Comics

## DVD
A Warner Home Video lançou a série The Yogi Bear Show completa em DVD no dia 15 de novembro de 2005.
| Nome do DVD                              | Episódio | Data de lançamento     | Informações adicionais         |
| ---------------------------------------- | -------- | ---------------------- | ------------------------------ |
| The Yogi Bear Show – The Complete Series | 33       | 15 de novembro de 2005 | - Episódios com vários idiomas |

## Dubladores

### Nos Estados Unidos
- Daws Butler (1958-1988)
- Greg Burson (1988-1999)
- Billy West (comerciais na década de 1990)
- Stephen Worth (Catatau, o Urso Selvagem e Boo Boo and the Man)
- Dan Aykroyd (Zé Colmeia - o Filme)

### No Brasil
- Older Cazarré
  - Dom Pixote
  - Zé Colmeia (1961)
  - A Arca do Zé Colmeia
  - Zé Colmeia e os Caça-Tesouros (1ª dublagem)
  - Fuga Espetacular do Zé Colmeia
  - Zé Colmeia e Seu Voo Mágico
  - Zé Colmeia (1988)
- Olney Cazarré
  - Oi Galera, Sou o Zé Colmeia!
- Miguel Rosenberg
  - A Turma do Zé Colmeia
  - Ho-Ho Límpicos (1ª dublagem, 1ª voz)
  - The Good, the Bad, and Huckleberry Hound
  - Zé Colmeia, o Urso da Páscoa
  - Scooby-Doo em Uma Noite das Arábias
  - Curtas Cartoon Network
  - As Terríveis Aventuras de Billy e Mandy (Ep.: Que venham os anões!)
- Élcio Sodré
  - A Turma do Zé Colmeia (redublagem de 3 episódios)
  - Ho-Ho Límpicos (redublagem)
  - Zé Colmeia e os Caça-Tesouros (redublagem)
  - Yogi Bear's All Star Comedy Christmas Caper
  - Um Dia na Vida do Guarda Smith
  - Catatau, o Urso Selvagem
- Marco Antônio Costa
  - A Turminha do Zé Colmeia
  - Harvey, o Advogado (Ep.: Morte por Chocolate)
  - Trailer de Zé Colmeia - o Filme
- Guilherme Briggs
  - Zé Colmeia - o Filme

- - Jellystone

### Em Portugal
- - Jellystone (exibido no Cartoon Network)

## Jogos
- Yogi's Frustration (Intellivision) (1983)
- Yogi Bear (Commodore 64) (1987)
- Yogi Bear & Friends in the Greed Monster (Commodore 64) (1989)
- Yogi's Great Escape (Amiga) (1990)
- Yogi Bear's Math Adventures (DOS) (1990)
- Yogi's Big Clean Up (Amiga) (1992)
- Adventures of Yogi Bear (Super NES), (1994)
- Yogi's Gold Rush (Game Boy) (1994)
- Yogi Bear: Great Balloon Blast (Game Boy Color) (2000)
- Yogi Bear: the Video Game (Wii, Nintendo DS, Playstation 3, XBox 360), (2010)